# Kevin Martin
Kevin Martin, född den 31 juli 1966 i Killam, Alberta är en kanadensisk curlingspelare. 
Under Vinter-OS i Vancouver tog Lag Martin guld efter finalen där Norge besegrades med 6-3.